# Xã Casey, Quận Clark, Illinois
Xã Casey (tiếng Anh: Casey Township) là một xã thuộc quận Clark, tiểu bang Illinois, Hoa Kỳ. Năm 2010, dân số của xã này là 3.958 người.